# قائمة أبطال ليلة الأبطال
فيما يلي قائمة مفصلة بجميع نتائج المشاركات في بطولة ليلة الأبطال.

## في السبعينيات
| ترتيب اللاعبين النهائي | 1978           | 1979           |
| ---------------------- | -------------- | -------------- |
| 1                      | روبي روبنسون   | روبي روبنسون   |
| 2                      | روي كاليندر    | داني باديلا    |
| 3                      | بيل غرانت      | مايك منتزر     |
| 4                      | بوير كو        | بوير كو        |
| 5                      | إد كورني       | بيل غرانت      |
| 6                      | دينيس تينيرينو | كين وولر       |
| 7                      | جو نازاريو     | جو نازاريو     |
| 8                      | دون مودزليفسكي | إد كورني       |
| 9                      |                | كينت كوين      |
| 10                     |                | أنيبال لوبيز   |
| 11                     |                | ويليام ميتشل   |
| 12                     |                | فرانكلين جريني |

## في الثمانينيات
| ترتيب اللاعبين النهائي | 1980           | 1981             | 1982                      | 1983          | 1985            | 1986            | 1987 | 1988    | 1989        |
| ---------------------- | -------------- | ---------------- | ------------------------- | ------------- | --------------- | --------------- | --- | ------- | ----------- |
| 1                      | كريس ديكرسون   | كريس ديكرسون     | ألبرت بيكليس              | لي هاني       | ألبرت بيكليس    | لي لابرادا      | غاري ستريدوم | فيل هيل | فينس تايلور |
| 2                      | روبي روبنسون   | ألبرت بيكليس     | بيرتل فوكس                | غريغ ديفيرو   | ريتشارد غاسباري | رون لف          | مايك آشلي |         |             |
| 3                      | روي كالندر     | بوير كو          | جوني فولر                 | ألبرت بيكليس  | بوب بيرسونغ     | فرانك ريتشاردز  | رون لف |         |             |
| 4                      | إد كورني       | جوني فولر        | محمد مكاوي                | جوني فولر     | مايك كريستيان   | طوني بيرسون     | جون ناتيشاك |         |             |
| 5                      | كاسي فياتور    | كارلوس رودريغز   | داني باديلا               | جون تيريلي    | فرانك ريتشاردز  | ديف هوك         | روبي روبنسون |         |             |
| 6                      | ستيف ميتشاليك  | هارولد بولي      | طوني بيرسون               | بوب بيرسونغ   | جون تيريلي      | بيري ديمي       | شين ديمورا |         |             |
| 7                      | بيل غرانت      | هيبرت ميتز       | رون توفيل                 | ديف جونز      | علي ملا         | روبي روبنسون    | بيرتيل فوكس |         |             |
| 8                      | محمد مكاوي     | غريغ ديفيرو      | ديف جونز                  | علي ملا       | روبي روبنسون    | إدوارد قواق     | ديفيد هوك |         |             |
| 9                      | كارلوس رودريغز | راي منتزر        | غريغ ديفيرو               | داني باديلا   | طوني بيرسون     | بيل غرانت       | ستيف بريسبوا |         |             |
| 10                     | سمير بنوت      | سمير بنوت        | راي منتزر                 | رود نوتز      | جون براون       | تشارلز غلاس     | توم تيرويليغر |         |             |
| 11                     | هارولد بولي    | فرانك وينرايت    | كين باساريلو              | ستيف ميتشاليك | بيل غرانت       | علي ملا         | روي كالندر ثييري غنست لاري جاكسون سين جينكينز إدوارد قواق رود نوتز علي ملا رون ماغنوم كين باساريلو طوني بيرسون جوسيلين بيليتير فرانك ريتشاردز وين روبنز سكوت ويلسون |         |             |
| 12                     | توم بلاتز      | رود نوتز         | روبي روبنسون              | واين روبنز    | غاري ليونارد    | بوب بيرسونغ     | |         |             |
| 13                     | طوني إموت      | روجيلو مونتينغرو |                           |               | تشارلز غلاس     | ويلفريد سيلفستر | |         |             |
| 14                     | أنيبال لوبيز   | أنيبال لوبيز     | شيغيرو سوغيتا سكوت ويلسون | غاري ليونارد  |                 |                 | |         |             |
| 15                     | طومي أيبار     |                  |                           | آبي ستينبيك   |                 |                 | |         |             |
| 16                     |                |                  | جون براون                 |               |                 |                 | |         |             |
| 17                     |                |                  | ديل روبلينغر              |               |                 |                 | |         |             |
| 18                     |                |                  | سين جينكينز               |               |                 |                 | |         |             |

## في التسعينيات
| ترتيب اللاعبين النهائي | 1990          | 1991 | 1992         | 1993            | 1994          | 1995           | 1996           | 1997 | 1998 | 1999 |
| ---------------------- | ------------- | --- | ------------ | --------------- | ------------- | -------------- | -------------- | --- | --- | --- |
| 1                      | محمد بن عزيزة | دوريان يتس | كيفين ليفرون | بورتر كوتريل    | مايك فرانكويز | ناصر السنباطي  | فليكس ويلر     | كريس كورميير | روني كولمان | بول ديليت |
| 2                      |               | سوني شميت |              | أندرياس مونزر   | ناصر السنباطي | فينس تايلور    | روني كولمان    | ميلوس سارسيف | كيفين ليفرون | بافول جابلونكي |
| 3                      |               | غير بورغان بولسين |              | جون شيرمان      | جون شيرمان    | روني كولمان    | دون لونغ       | إرني تايلور | مايك ماتارازو | ديكستر جاكسون |
| 4                      |               | ثييري باستيل |              | تشارلز كليرمونت | ألك غيرلي     | كريس كورميير   | ميلوس سارسيف   | مايك ماتارازو | جوني مويا | ماركوس رول |
| 5                      |               | رون لف |              | ميلوس سارسيف    | مايك كوين     | رولاند تشيرلوك | مايك ماتارازو  | بافيل جابلونكي | إرني تايلور | ميلوس سارسيف |
| 6                      |               | توم تيرويلنغر |              | هندرسون ثورن    |               | ميلوس سارسيف   | ديريك ويتسيت   | كلود غروكس | بورتر كوتريل | إرني تايلور |
| 7                      |               | ألبرت بيكليس |              | مورو سارني      |               | جون مورانت     | جيه. دي. داودو | دون لونغ | داريم تشارلز | جوني مويا |
| 8                      |               | مايك آشلي |              | مايك ماتارازو   |               | إدي روبنسون    | بافيل جابلونكي | هندرسون ثورن | كلود غروكس | داريم تشارلز |
| 9                      |               | أندريه بيلوداو |              | بافيل جابلونكي  |               | داريم تشارلز   | إدي روبنسون    | غونتر شليركامب | ماركوس رول | بورتر كوتريل |
| 10                     |               | غاي دوكاسي |              | بيري ديمي       |               | غاي دوكاس      | أخيم ألبريخت   | ديريك ويتسيت | غونتر شليركامب | أورفيل بيورك |
| 11                     |               | ميلوس سارسيف |              | جيم كوين        |               |                | غونتر شليركامب | حمدالله أيكوتلو | ميلوس سارسيف | كلود غروكس |
| 12                     |               | |              | آرون بيكر       |               |                | غاري سترايدوم  | ويليام ستولينغز | جيه كتلر | جيسون أرنتز |
| 13                     |               | ديف هوك |              |                 |               |                | إدوارد قواق    | رود كيتشينز | برايان بوكانان | توم برنس |
| 14                     |               | ألان إيتشينوز |              |                 |               |                | ديف فيشر       | شون ديفز | بافول جابلونكي | دينيس جيمس |
| 15                     |               | |              |                 |               |                | فيل هيرنون     | إنفغار لارسون | هندرسون ثورن | جيه. دي. داوودو |
| 16                     |               | بيتر أندرياس فلافيو باتشياني أدريان باثوس روزاريو بوناكورسي هاري دينغر ناصر السنباطي جين فافر ريكاردو جيا سامي إيونيديس جاري لاينو باتريك لين جيري روجرز فرانك سانتوريلو بيرنارد سيلي دان سميث هندرسون ثورن نور الدين زوفاريغ |              |                 |               |                |                | ديفيد ألياني ستيفانو بيوندي أبديل بوفي جيانلوكا كاتابانو ماريو كارير كيلفين دانييلز ديفيد ديرث فوزي هانست ميشيو غربس رولاند كيكنغر أليساندرو كومادينا غريغ كوفاكس كريج ليكر محمد مكاوي أرنشتاين ماثييسن جيم موماني سيرجي أوتروتش جوسولين بيليتيير جيف بولين مارك رينبو مارسيلو سفدي دان سميث إيفوري تيرنر | سيلفستر سولومون | ستان ماكاري |
| 17                     |               | |              |                 |               |                |                | أرت ديلكيس توم زيكمايستر باتريك لين جون سيمونز | أليك غيرلي | إد فان أمستردام |
| 18                     |               | |              |                 |               |                |                | | ديفيد ألين فريدون بوجاكل جيانبييرو كاتالدي جيانلوكا كاتابانو كيلفين دانييلز شون ديفز ستيف ديفز سيرج ديسيل أندي دينيتا فوزي هنست رينيل جانفير كين جونز إنفغار لارسون كريج ليكر ستان ماك كاري دينيس نيومان جوستاين أوديغاردين كريستيان بلاسيدكارمينوس مايك كوين كلايف سلاز مورو سارني ماركو سافولانيان دان سميث داريل ستافورد باسكال تيؤوت إيفوري تيرنر إنوسنت أبكونغ أنطوني جون وينغيت توم زيكمايستر أوليغ زور | ديفيد فيشر |
| 19                     |               | |              |                 |               |                |                | | | ديفيد ألييني غوستاف باديل داريان بوند فريدون بوجاكل كين براون جيانويكا دانييل جوهانز إليفثيرايديس فوزي هنست إستفان كيس هورفاث كين جونز باري كابوف رود كيتشينز جينو كيس كريج ليكر كريستيان لوبيريد باتريك لين محمد مكاوي بنيتو مونديلو أوميد بارسا بروس باتيرسون مايك كوين زفي سويكا غرانت ثوماس إيفوري تيرنر إنوسنت أبكونغ |

## في العقد الأول من الألفية الثالثة
| ترتيب اللاعبين النهائي | 2000 | 2001 | 2002 | 2003 | 2004 |
| ---------------------- | --- | --- | --- | --- | --- |
| 1                      | جيه كتلر | أورفيل بيوركي | ماركوس رول | فيكتور مارتينيز | ميلفين أنطوني |
| 2                      | ماركوس رول | ديكستر جاكسون | بوب سيتشيريلو | بافول جابلونكي | داريم تشارلز |
| 3                      | بول ديليت | توم برينس | فرانسيسكو "باكو" بوتيستا | كريج تيطس | ريتشارد جونز |
| 4                      | أورفيل بيوركي | بافول جابلونكي | داريم تشارلز | شاري "كينج" كمالي | أحمد حيدر |
| 5                      | لي بريست | مايك ماتارازو | كريج تيطس | جوني جاكسون | بافول جابلونكي |
| 6                      | بافول جابلونكي | تومي ثورفيلدسون | بول ديليت | روب سيتشيريلو | جورج فرح |
| 7                      | ميلفين أنطوني | إرني تايلور | توم برينس | أرت أتوود | كريج ريتشاردسون |
| 8                      | ديكستر جاكسون | فيكتور مارتينيز | ميلفين أنطوني | جورج فرح | برانش وارين |
| 9                      | إدي أبيو | غونتر شليركامب | جيه. دي. داوودو | ميلوس سارسيف | أرت أتوود |
| 10                     | جاسون أرنتز | ميلوس سارسيف | غوستافو باديل | رودني سانت كلود | طوني فريمان |
| 11                     | كريج تيطس | بوب سيتشيريلو | ويلي ستولينغ | أنطوني فريمان | كوينسي تايلور |
| 12                     | جيه. دي. داوودو | جيف لونغ | مصطفى محمد | هايكو كالباتش | مايك موريس |
| 13                     | غاريت دواننغ | جوني مويا | جاسون أرنتز | جيف لونج | إدوارد فان أمستردام |
| 14                     | كيفين إنغليش | جوهانز إليفثيرايديس | إدي أبيو جوهانز إلفثيرايديس | مايك موريس | روني روكيل |
| 15                     | جوني مويا | مايك موريس | | روني روكيل | ناصر السنباطي |
| 16                     | رولاند تشيرلوك | إدي أبيو | مايك موريس | كريج ريتشاردسون | رودني سانت كلود |
| 17                     | آرون مادارون | روبرت واشنطن | هايكو كالباش كريستيان لوباريدي شون ديفيز ميلتون هولوواي كين جونز تشارلز كيمب دينيس فرانسيز تيفيتا أهولالاي محسن يزداني فالنتين جابيس رود كيتشينز بيري كابوف إروين ماركيز بول بيكر أليسون ماريا | إدريس ورد-إل | هايكو كالباتش |
| 18                     | ديفيد ألييني غوستاف باديل أليكس باروس كيلفين دانييل شون ديفيز جوهانز إليفثيرايديس أحمد حيدر فوزي هنست فالنتين جابيس كين جونز بيري كابوف تشارلز كيمب رود كيتشينز أليساندرو كومادينا كريج ليكر كريستيان لوباريدي باتريك لين مايك ماتارازو روبرت موريشو نتوك نتوك سيرغي أوتروخ جوسلين بيلتيير رودني سانت كلود جون شيرمان جاك سميث سيلفستر سولومون إدن فان أمستردام | داريين بوند رولاند تشيرلوك سيرج ديسيل دينيس فرانسيز جين بيير فوكس جون هوجسون ميلتون هولوواي كين جونز بيري كابوف غريغ كوفاكس بيرنارد جونزي كريستيان لوباريدي أليسون ماريا مصطفى محمد دينيس نيومان جامو نيزار بروس باتيرسون رودني سانت كلود سيلفستر سولومون إد فان أمستردام | | بروس باتيرسون | جاريت داوننغ |
| 19                     | | | | تومي ثورفيلدسون | إدي أبيو جورج جوزيه ألفيس ثوماس بنغالي ديديير بلانك جيمي كانيون سيمون كوهين رامون غونزاليس ميلتون هولوواي وونغ هونغ جوني جاكسون كين جونز جيف لونغ فرانك ميتشيل يوغيني ميشين نتوك نتوك جوستاين أويديغاردين إريك أوتيرو جيان إنريكو بيكا لي بويل إدسون باردو غريغ راندو فرانك روبرسون ثوماس ستيلندر جوني ستيوارت رضا أميني ترابي بيتر ترينز جورج تيرمون أليكساندر فيشنفسكي |
| 20                     | | | | ميلتون هولوواي | |
| 21                     | | | | أوليغ ماكتشانتسيڤ | |
| 22                     | | | | ألكساندر ڤيشنڤسكي | |
| 23                     | | | | آرون مادرون بيري كابوڤ | |
| 24                     | | | | | |
| 25                     | | | | غوستاڤو باديل فريد بيغوت ليون براون نيلسون دا سيلفا كمال القرقني جيرامي فريمان جين بيير فوكس فالنتين جابيس كين جونز رود كيتشينز ونغ هنغ يفغيني ميشين مصطفى محمد جوسيلين بيليتاير مايك شيريدان رودي سوليمون كليفتون توريس | |

## حسب عدد مرات حمل اللقب
| مرات الفوز | الرقم | البطل           | الدولة                       | سنوات حمل اللقب |
| ---------- | ----- | --------------- | ---------------------------- | --------------- |
| مرتان      | 1     | روبي روبنسون    | الولايات المتحدة             | 1978، 1979      |
| مرتان      | 2     | كريس ديكرسون    | الولايات المتحدة             | 1980، 1981      |
| مرتان      | 3     | ألبرت بيكليس    | إنجلترا                      | 1982، 1985      |
| مرة واحدة  | 4     | لي هاني         | الولايات المتحدة             | 1983            |
| مرة واحدة  | 5     | لي لابرادا      | الولايات المتحدة             | 1986            |
| مرة واحدة  | 6     | غاري سترايدوم   | الولايات المتحدة             | 1987            |
| مرة واحدة  | 7     | فيل هيل         | الولايات المتحدة             | 1988            |
| مرة واحدة  | 8     | فينس تايلور     | الولايات المتحدة             | 1989            |
| مرة واحدة  | 9     | محمد بن عزيزة   | الجزائر                      | 1990            |
| مرة واحدة  | 10    | دوريان يتس      | إنجلترا                      | 1991            |
| مرة واحدة  | 11    | كيفين ليفرون    | الولايات المتحدة             | 1992            |
| مرة واحدة  | 12    | بورتر كوتوريل   | الولايات المتحدة             | 1993            |
| مرة واحدة  | 13    | مايك فرانكويز   | الولايات المتحدة             | 1994            |
| مرة واحدة  | 14    | ناصر السنباطي   | جمهورية يوغوسلافيا الاتحادية | 1995            |
| مرة واحدة  | 15    | فليكس ويلر      | الولايات المتحدة             | 1996            |
| مرة واحدة  | 16    | كريس كورميير    | الولايات المتحدة             | 1997            |
| مرة واحدة  | 17    | روني كولمان     | الولايات المتحدة             | 1998            |
| مرة واحدة  | 18    | بول ديليت       | كندا                         | 1999            |
| مرة واحدة  | 19    | جيه كتلر        | الولايات المتحدة             | 2000            |
| مرة واحدة  | 20    | أورفيل بيوركي   | الولايات المتحدة             | 2001            |
| مرة واحدة  | 21    | ماركوس رول      | ألمانيا                      | 2002            |
| مرة واحدة  | 22    | فيكتور مارتينيز | الولايات المتحدة             | 2003            |
| مرة واحدة  | 23    | ميلفين أنطوني   | الولايات المتحدة             | 2004            |